# Pasaje Southwind
El pasaje Southwind es un estrecho navegable entre los islotes Betbeder, en el sur del archipiélago Wilhelm y las rocas Dickens, ubicadas en el extremo norte de las islas Biscoe, en cercanías de la costa occidental de la península Antártica.
Tiene sentido oesnoroeste-sursureste y en él también se encuentran la roca Lumus, la roca Sooty o arrecife Negro (ambas en su sector nortenoreste) y las islas Pitt o Avellaneda, hacia el sursuroeste.

## Historia y toponimia
En 1967 fue atravesado por el USCGC Southwind de la Guardia Costera de Estados Unidos, capitaneado por Sumner R. Dolber, colocándole el nombre de la embarcación. En febrero de 1969 fue cartografiado desde HMS Endurance y renombrado canal Buchanan en honor del capitán al mando, Peter William Buchanan. El cambio fue revertido y se le asignó el nombre a otro sitio.

## Reclamaciones territoriales
Argentina incluye al grupo de las islas James Ross en el departamento Antártida Argentina dentro de la provincia de Tierra del Fuego, Antártida e Islas del Atlántico Sur; para Chile forma parte de la comuna Antártica de la provincia Antártica Chilena dentro de la Región de Magallanes y de la Antártica Chilena; y para el Reino Unido integra el Territorio Antártico Británico. Las tres reclamaciones están sujetas a las disposiciones del Tratado Antártico.
Nomenclatura de los países reclamantes: 
- Argentina: ¿?
- Chile: ¿?
- Reino Unido: Southwind Passage[2]